# An Angel from Texas
An Angel from Texas é um filme de comédia dirigido por Ray Enright e escrito por Fred Niblo Jr. e Bertram Millhauser. O filme é estrelado por Eddie Albert, Rosemary Lane, Wayne Morris, Ronald Reagan e Jane Wyman. Foi lançado pela Warner Bros. em 27 de abril de 1940. O roteiro é baseado na peça The Butter and Egg Man, escrita por George S. Kaufman.

## Elenco
- Eddie Albert ...Peter
- Rosemary Lane ...Lydia
- Wayne Morris ...Mac
- Ronald Reagan ...Marty
- Jane Wyman ...Marge
- Ruth Terry ...Valerie Blayne
- John Litel ...Quigley
- Hobart Cavanaugh ...Sr. Robelink
- Ann Shoemaker ...Addie Lou Coleman
- Tom Kennedy ...Chopper
- Milburn Stone ...'Pooch' Davis